# Медолюб білоплямовий
Медолюб білоплямовий (Microptilotis albonotatus) — вид горобцеподібних птахів родини медолюбових (Meliphagidae). Ендемік Нової Гвінеї.

## Поширення і екологія
Білоплямові медолюби мешкають в горах Центрального хребта. Вони живуть в рівнинних і гірських тропічних лісах, чагарникових заростях, парках і садах.